# Oulun Luistinseura
Oulun Luistinseura (OLS) är en idrottsförening i Uleåborg i Finland.  Föreningen grundades 1880 som Skridskoklubben i Uleåborg. År 1895 upphörde verksamheten för att återupptas 1908, då under det finska namnet Oulun Luistinseura.
Oulun Luistinseura har bandy, bowling, fotboll och innebandy på programmet. I bandy vann man det finska mästerskapet för herrar åren 1970, 1975, 1976, 1977, 1979, 1982, 1983, 1984, 1986, 1990, 1991, 2001, 2003, 2008 2009 och 2014. Klubben är också den enda klubben från något annat land än Sverige och Ryssland/Sovjetunionen som har vunnit World Cup i bandy.